# Stromae
Поль Ван Аве́р (фр. Paul Van Haver, нар. 12 березня 1985, Брюссель, Бельгія), знаний за сценічним іменем Stromae (вим. Строма́й, [stʁɔmaj]) — бельгійський співак, репер, продюсер та автор пісень фламандсько-руандійського походження. Він відомий переважно своєю музикою, яка поєднує хіп-хоп та електронну музику. Stromae привернув увагу широкої публіки у 2009 році зі своєю піснею «Alors on danse» (з альбому Cheese), яка стала номером один у кількох країнах Європи. У 2013 році його другий альбом Racine carrée мав комерційний успіх, продажi досягли 2 мільйонів копій у Франції. Головні сингли з альбому – «Papaoutai» і «Formidable». Третій альбом Multitude співак випустив у березні 2022 року.

## Біографія

### Раннє життя
Поль народився в Брюсселі в родині руандійського батька-архітектора та матері-бельгійки. Співак отримав фламандське прізвище від матері та бачив свого батька за все життя лише тричі. Зв'язок із руандськими родичами та культурою підтримує через тітку (рідну сестру батька).
У віці 5—6 років хлопець потрапив до Руанди. Тут він мав залишитися на два місяці та навчатися у місцевій школі, але захворів на малярію. У школі однолітки не хотіли з ним вітатись за руку, бо та тремтіла через гарячковий озноб.

Поль навіть у дитинстві знав про Геноцид у Руанді. Переглядаючи телевізійні новини та підслуховуючи розмови про кількість вбитих під час сімейних зборів, маленький бельгієць побоювався та розумів, що відбувається щось жахливе. Через декілька років, коли Полю було 12, йому нарешті сказали без зайвих деталей про загибель батька у масовій різанині. В одному з інтерв'ю для африканського видання співак згадує:
Коли я дізнався про його смерть, через місяці після його загибелі, мені було сумно бачити страждання тітки від втрати брата, я втратив батька. Я не плакав, ніби це на мене не дуже сильно вплинуло.
Проте ці події відбилися у творчості музиканта, який розповідає історію про «відсутнього» батька у пісні «Papaoutai» з альбому Racine Carrée.

### Перші починання
У 2000 році він обирає псевдонім «Opmaestro» і розпочинає свою діяльність у реп-світі. Але його псевдонім був занадто схожий на інший і він міняє його на «Stromae», що означає «Maestro» (Маестро) зі складами, перевернутими відповідно до практики французького сленгу верлан.
У 18 років Поль разом із репером JEDI (Дід'є Жан-Лонган) створює гурт, і вони записують пісню і відео «Faut que t'arrête le rap». Однак JEDI вирішує залишити дует, котрий знаменує собою початок сольної кар'єри Stromae. Щоб профінансувати свою освіту в приватній школі, Ван Гавер працював неповний робочий день в індустрії гостинності, але його успіхи у навчанні не були на належному рівні.

## Кар'єра

### 2007–2008: дебютний мініальбом

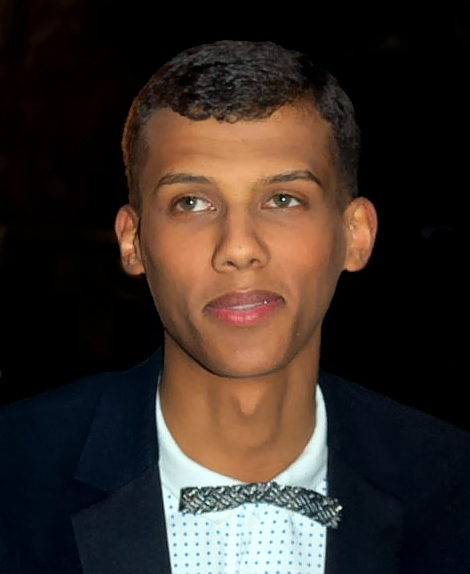
Stromae в 2011 році

У 2007 році, під час навчання в кіношколі Брюсселя, Стромай вирішив повністю зосередитися на своїй музичній кар'єрі. Результатом цього став його дебютний мініальбом Juste un cerveau, un flow, un fond et un mic…. У 2008 році він підписав чотирирічний контракт із Because Music і Kilomaître.

### 2008–2012: Прорив і міжнародний успіх
З 2008 року Стромай працював молодим стажистом на музичній радіостанції NRJ у Брюсселі. У 2009 році Вінсент Вербелен, музичний менеджер, був вражений першим синглом Stromae «Alors on danse», і вирішив вперше випустити його на NRJ. Реакція слухачів (включно з впливовими особистостями від Анни Вінтур і Жана-Клода Ван Дамма до тодішнього президента Франції Ніколя Саркозі) викликала надзвичайний ентузіазм, і Stromae привернув увагу широкої громадськості. За кілька тижнів з того моменту продажі пісні зробили її номером один у Бельгії. Vertigo Records, лейбл Mercury Records France (Universal Music Group), незабаром після цього підписали з ним ліцензійну угоду на дистрибуцію музики по всьому світу. До травня 2010 року композиція «Alors on danse» посіла перше місце в Бельгії, Франції, Швеції, Греції, Німеччині, Австрії, Туреччині, Швейцарії, Італії, Данії, Румунії та Чехії.
2 вересня 2010 Stromae спільно з Каньє Вестом і Гілбере Форте створили ремікс на його хіт «Alors on danse». У 2010 році Стромай був номінований як «Найкращий голландський-бельгійський виконавець» на MTV Europe Music Awards. 
Про свою музику та впливи він сказав:  
|           | Я був у маленькому гурті, який займався реп-музикою. Я думав, що замість того, щоб копіювати французьке звучання, я зосереджусь на більш американському стилі, але надам йому європейського відтінку. А потім я знову відкрив для себе євроденс 90-х. Довгий час ми соромилися цього звуку, але насправді там є багато чого, що можна для себе відкрити. Його коріння сягає всього, від хаусу до сальси. Я також дуже захоплююся Жаком Брелем – він справив на мене величезний вплив – але також і всілякі інші речі, кубинський сон і конголезьку румбу, які я чув у дитинстві; ця музика сколихнула всю Африку. |
| — Stromae | |

Він є одним із десяти переможців European Border Breakers Award 2011. 9 лютого 2011 року його дебютний альбом Cheese (включаючи хіт-сингл «Alors on danse») отримав нагороду за найкращий танцювальний альбом на французькій нагороді Victoires de la musique. 
23 травня 2011 року, під час запису французького телешоу Taratata, Stromae створив мешап «Alors on danse» і «Don't Stop the Party» з Black Eyed Peas. Stromae також оголосив, що він виступить на розігріві першого з двох концертів гурту в Парижі 24 і 25 червня 2011 року на Стад-де-Франс. Stromae раніше зустрічався з will.i.am на NRJ Music Awards у січні. will.i.am сказав йому, що йому подобається «Alors on danse» і сказав, що хоче співпрацювати з Stromae.
У 2011 році він отримав одну номінацію як найкращий бельгійський виконавець на MTV Europe Music Awards. 

### 2013–2017:Racine Carrée

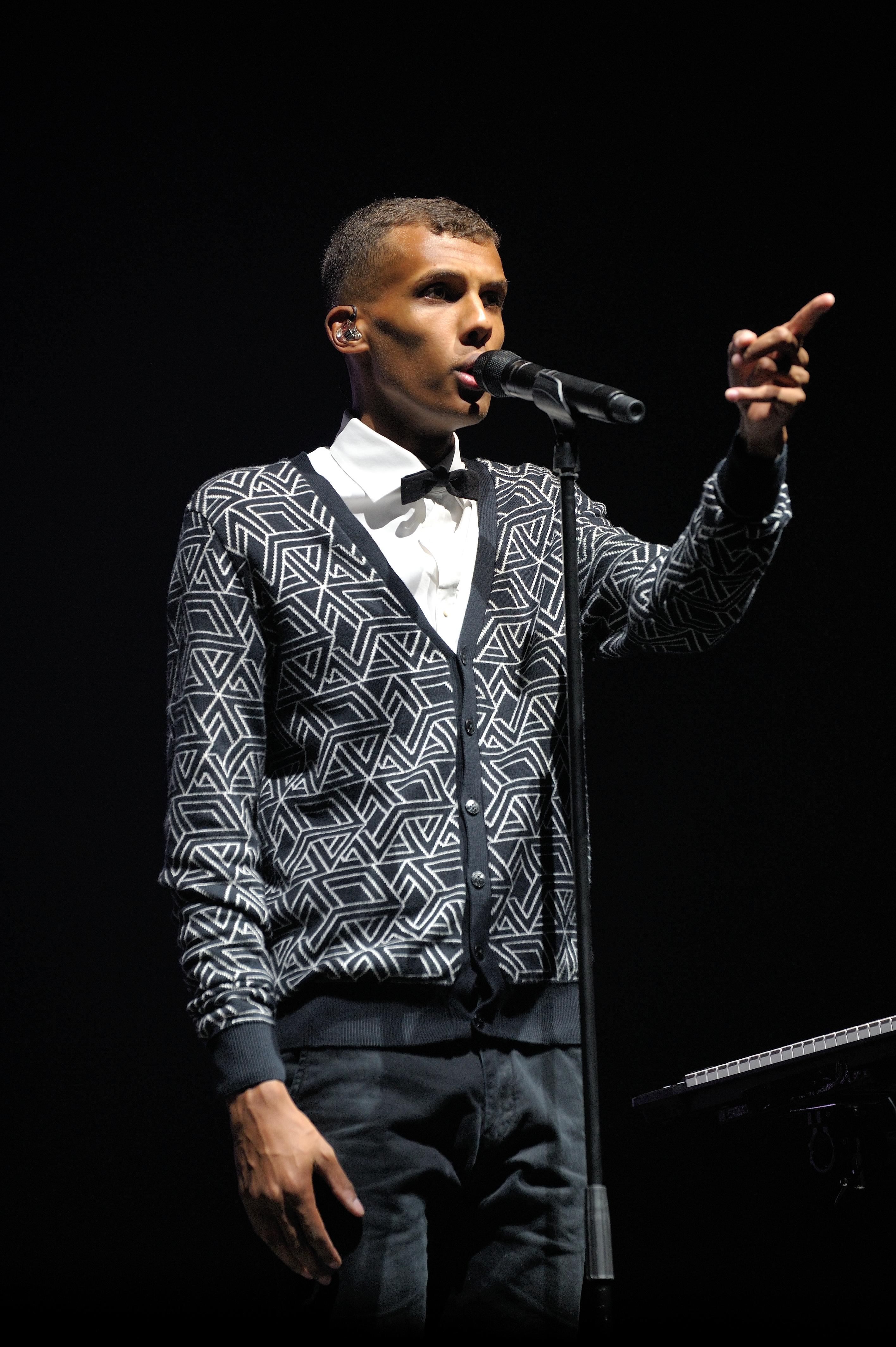
Stromae у 2014 році

7 травня 2013 року Stromae оголосив на своїй сторінці Facebook про випуск першого синглу з його другого альбому під назвою «Papaoutai». Перший сингл «Papaoutai» з його другого альбому Racine carrée (Квадратний корінь) був опублікований в цифровому форматі 13 травня 2013 року. Він посів перше місце в чартах Бельгії та Франції, друге місце в Нідерландах, а також сьоме місце в Німеччині та Швейцарії.
22 травня 2013 року на YouTube з’явилося аматорське відео, на якому Стромай, мабуть, п’яний блукав на трамвайній станції Луїза в Брюсселі на світанку. Відеоролики стали вірусними. Через кілька днів з'ясувалося, що це пов'язано зі зйомками професійного кліпу. Це було підтверджено під час виступу Stromae у французькому телешоу Ce soir ou jamais, в якому він обговорював і також виконав свій новий сингл «Formidable», який розповідає про історію п’яного чоловіка, щойно розлучився зі своєю дівчиною. Музичне відео було зроблено з відредагованого запису прихованою камерою, зробленого 22 травня. На ньому також видно людей, які фотографують на мобільні телефони, людей, яких явно дратують його п’яні дії, людей, які допомагають йому встати, і трьох поліцейських, які запитують, чи все з артистом, чи потрібна йому допомога. Поліцейських критикували за те, що вони не притягнули до дисциплінарної відповідальності п'яного музиканта; однак пізніше вони сказали, що повної історії не було показано. Частина, де вони повернулися до Стромая і він все їм роз'яснив, не транслювалася.
26 червня 2013 року Stromae повідомів, що збирається у своє перше турне. 16 серпня 2013 року вийшов другий альбом співака Racine Carrée («Корінь квадратний», також стилізується √), куди увійшли 14 синглів. Альбом досяг перших місць у чартах місця в продажах країн Бельгії, Франції, Швейцарії. 25 серпня 2013 року Stromae приєднався до шоу Major Lazer на французькому фестивалі Rock en Seine, де він виконав сингл «Papaoutai». У вересні 2013 року бельгійський рок-гурт Mintzkov зробив кавер на пісню «Formidable» англійською мовою для прямого етеру на Studio Brussel. У жовтні 2013 року сингл «Formidable» отримав Grand Prix SACEM. У листопаді 2013 року Stromae отримав нагороду «Кращий бельгійський виконавець» на MTV Europe Music Awards.
22 лютого 2014 року він виконав свою пісню «Formidable» як гість на музичному фестивалі в Санремо в Італії. 17 березня 2014 року було оприлюднено, що пісня Stromae «Ta fête» стане офіційною піснею національної збірної Бельгії з футболу на Чемпіонаті світу з футболу 2014 року.
21 жовтня 2014 року стало відомо, що новозеландська співачка Lorde запросила Stromae попрацювати над саундтреком до фільму «Голодні ігри: Переспівниця. Частина 1» разом із такими виконавцями, як Kanye West, Grace Jones, Diplo та The Chemical Brothers. Він брав участь у створенні пісні «Meltdown», у якій також брали участь Pusha T, Q-Tip, Haim і сама Lorde. Співачка оголосила себе фанаткою Stromae після того, як відвідала його концерт на початку того місяця. У березні 2015 року Stromae випустив кліп на пісню «Carmen», режисером якого став Сільвен Шоме. Відео застерігає людей від звикання до додатків соціальних мереж, таких як Twitter.
Stromae продовжив гастролі Сполученими Штатами, виступаючи в березні 2015 року в кількох місцях, включаючи SXSW в Остіні, Техас. Він також був серед лайн-апу фестивалю музики та мистецтв Coachella Valley. Потім 13 травня він розпочав турне по Африці. Однак у середині червня Stromae був змушений скасувати свої шоу, що залишилися до 2 серпня, через стан здоров'я. Він виступав у Madison Square Garden у жовтні, ставши першим французьким співаком, який отримав солдаут у цьому місці.
14 вересня 2015 року Stromae випустив кліп на сінгл «Quand c'est?» з альбому Racine carrée. Пісню обігрує той факт, що «Quand c'est?» (Коли це?) і «рак» фонетично схожі у французькій мові.

### 2018–теперішній час: Нові проєкти іMultitude

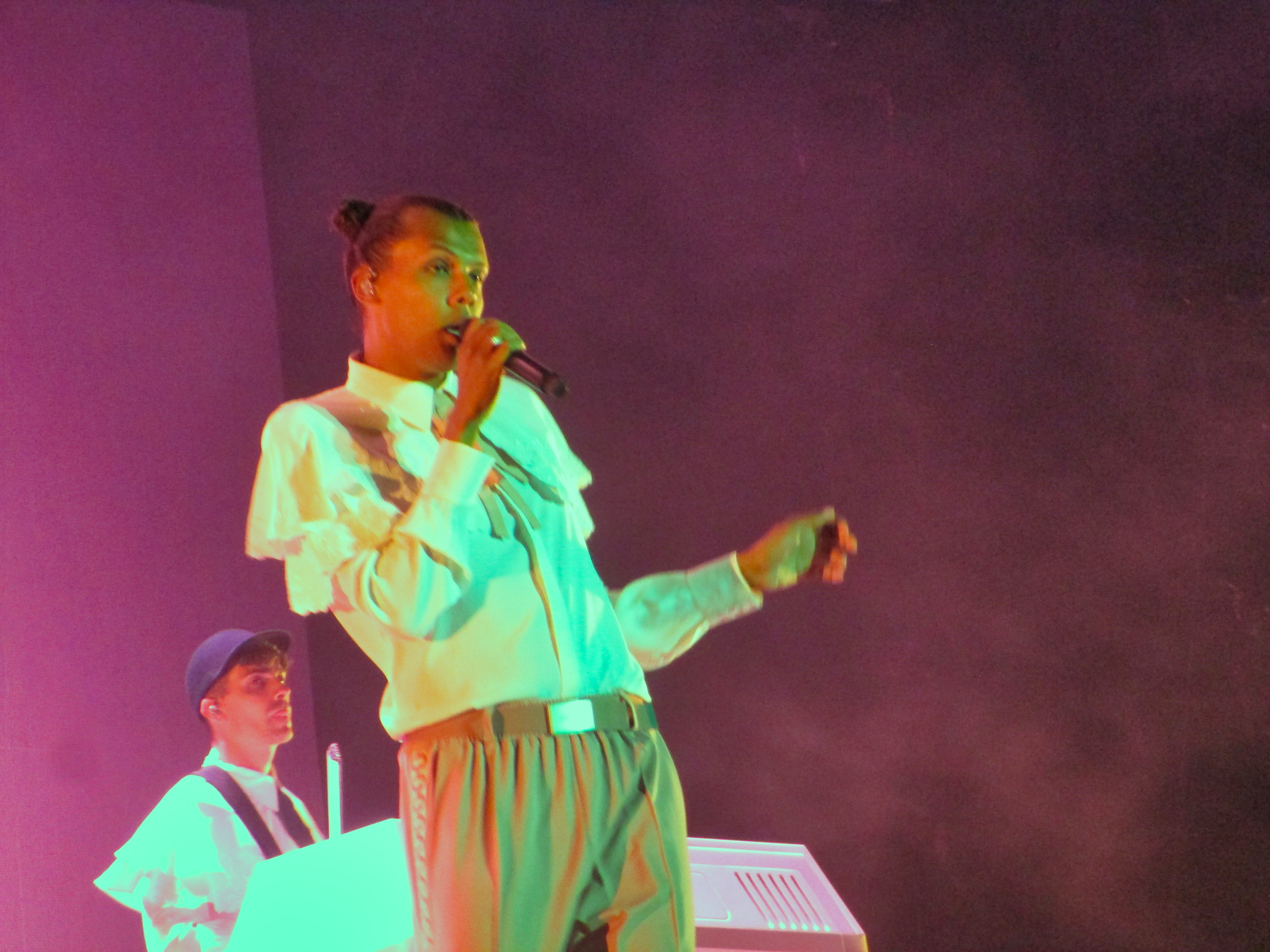
Stromae на фестивалі Rock en Seine у 2022

6 квітня 2018 року Stromae випустив свій перший після трьохрічної перерви сингл «Défiler», який супроводжував випуск «Capsule 5» — нового модного бренду. Пісня була створена спільно з його братом Люком Джуніором Тамом. У тексті пісні використано значення французької мови слів «défiler» («дефілювати/проходити повз», що часто використовується для позначення моделей, що йдуть по подіуму), «fil» (нитка, лінія) і «filer» («проходити повз»), піднімаючи теми и теми моделювання та поверховості; швидкоплинного життя; і підвішування на волосіні або висіння на нитці.
У 2019 році він став співпродюсером і виконав вокал французькою мовою для пісні «Arabesque» гурту Coldplay для їх альбому Everyday Life.
10 листопада 2020 року під час свого першого прямого етеру у Instagram з нагоди 10-річчя лейблу Mosaert він розповів про роботу над новим альбомом. 15 жовтня 2021 року вийшов його перший сингл за три роки під назвою «Santé». Кліп, перший за п'ять років, у Києві зняла українська продакш-компанія shelter.film. За перші два дні музичне відео набрало понад 3 млн переглядів на YouTube.
Коли під час інтерв’ю 2022 року його запитали, чи «Santé» стосується працівників під час пандемії COVID-19, він відповів: «Ні, не зовсім». Stromae пояснив, що він написав пісню про Розу, жінку, яка прибирає його будинок, і що ця пісня про відзначення людей, які «просто працюють, а ми гуляємо». 
8 грудня 2021 року він оголосив, що його третій студійний альбом Multitude вийде 4 березня 2022 року.
9 січня 2022 року Stromae випустив другий сингл з альбому «L'enfer», виконавши його наживо під час вечірніх теленовин на каналі TF1.
У 2024 році Stromae спільно зі співачкою Pomme записав пісню «Ma meilleure ennemie» для другого сезону анімаційного телесеріалу «Аркейн».

## Особисте життя
У 2015 році Stromae був змушений скасувати тур по Африці через тривожний розлад, викликаний ліками від малярії Lariam (Мефлохін). Відтоді він уникав публічних виступів. В інтерв’ю в 2017 році він заявив, що все ще страждає від панічних атак, і не впевнений, чи зможе він коли-небудь знову займатися музикою професійно. З 2018 року він знову показується на публіці.
12 грудня 2015 року Ван Авер таємно вінчався з Коралі Барб'є на приватній церемонії в Мехелені. 22 вересня 2018 року у пари народився син.

## Дискографія

### Студійні альбоми
- Cheese (2010)
- Racine carrée (2013)
- Multitude (2022)

### Мініальбоми
- Juste un cerveau, un flow, un fond et un mic… (2007)

### Мікстейпи
- Freestyle Finest (2006)
- Mixture Elecstro (2009)

### Відеоальбоми
- Racine carrée Live (2015)

## Музичні кліпи
- Alors on danse, 2010 [Архівовано 26 жовтня 2013 у Wayback Machine.]
- Peace Or Violence, 2011 [Архівовано 19 квітня 2014 у Wayback Machine.]
- Papaoutai, 2013 [Архівовано 4 грудня 2015 у Wayback Machine.]
- Formidable (ceci n'est pas une leçon), 2013 [Архівовано 18 квітня 2015 у Wayback Machine.]
- Tous Les Mêmes, 2013 [Архівовано 19 квітня 2014 у Wayback Machine.]
- Ta fête, 2014 [Архівовано 4 грудня 2015 у Wayback Machine.]
- Ave Cesaria, 2014 [Архівовано 31 грудня 2014 у Wayback Machine.]
- Carmen, 2015 [Архівовано 30 травня 2015 у Wayback Machine.]
- Sante, 2021 [Архівовано 31 грудня 2021 у Wayback Machine.]